# Duthiella pellucens
Duthiella pellucens är en bladmossart som beskrevs av Jules Cardot och Thériot 1911. Duthiella pellucens ingår i släktet Duthiella och familjen Leskeaceae. Inga underarter finns listade i Catalogue of Life.